# Rabí

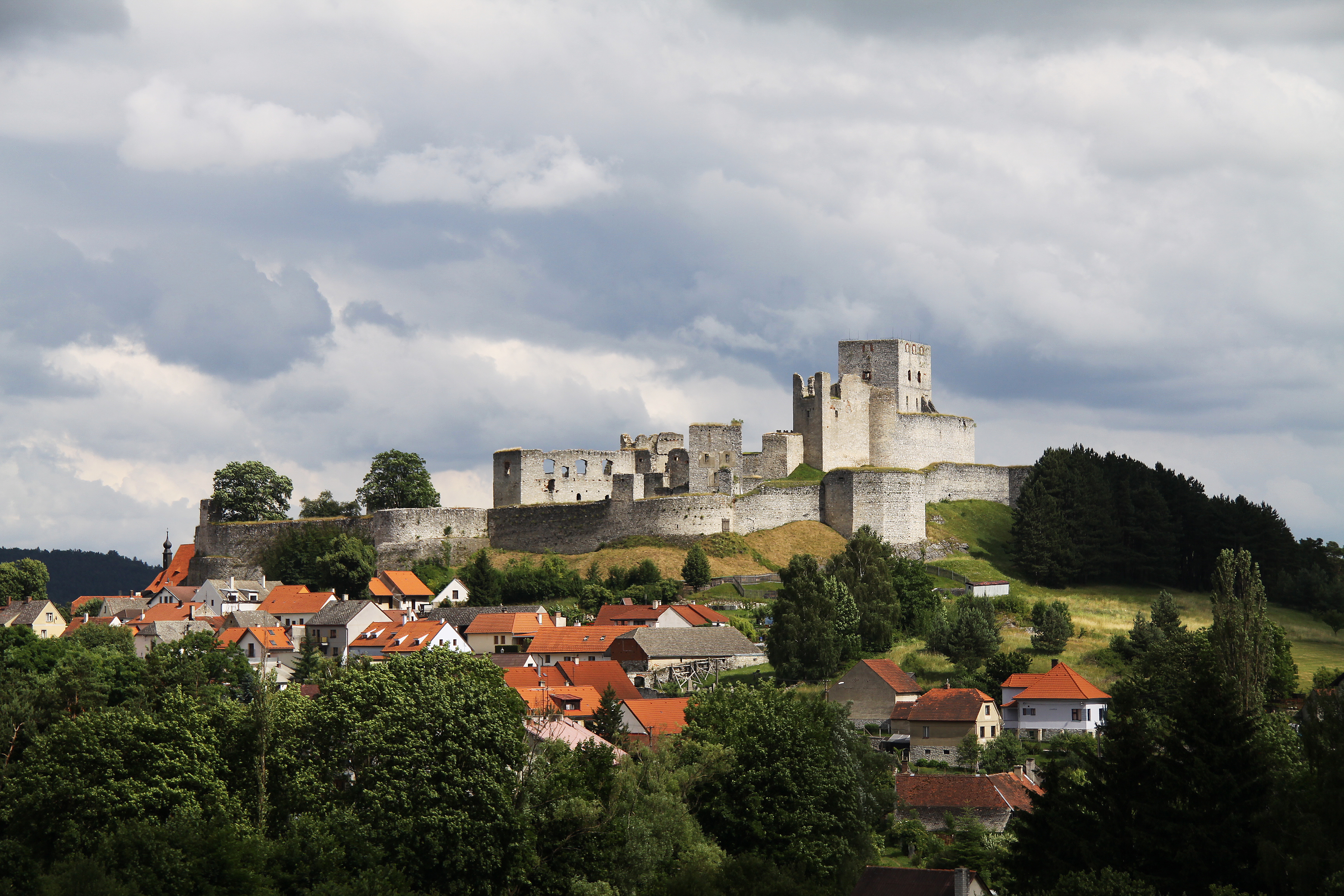
Rabí

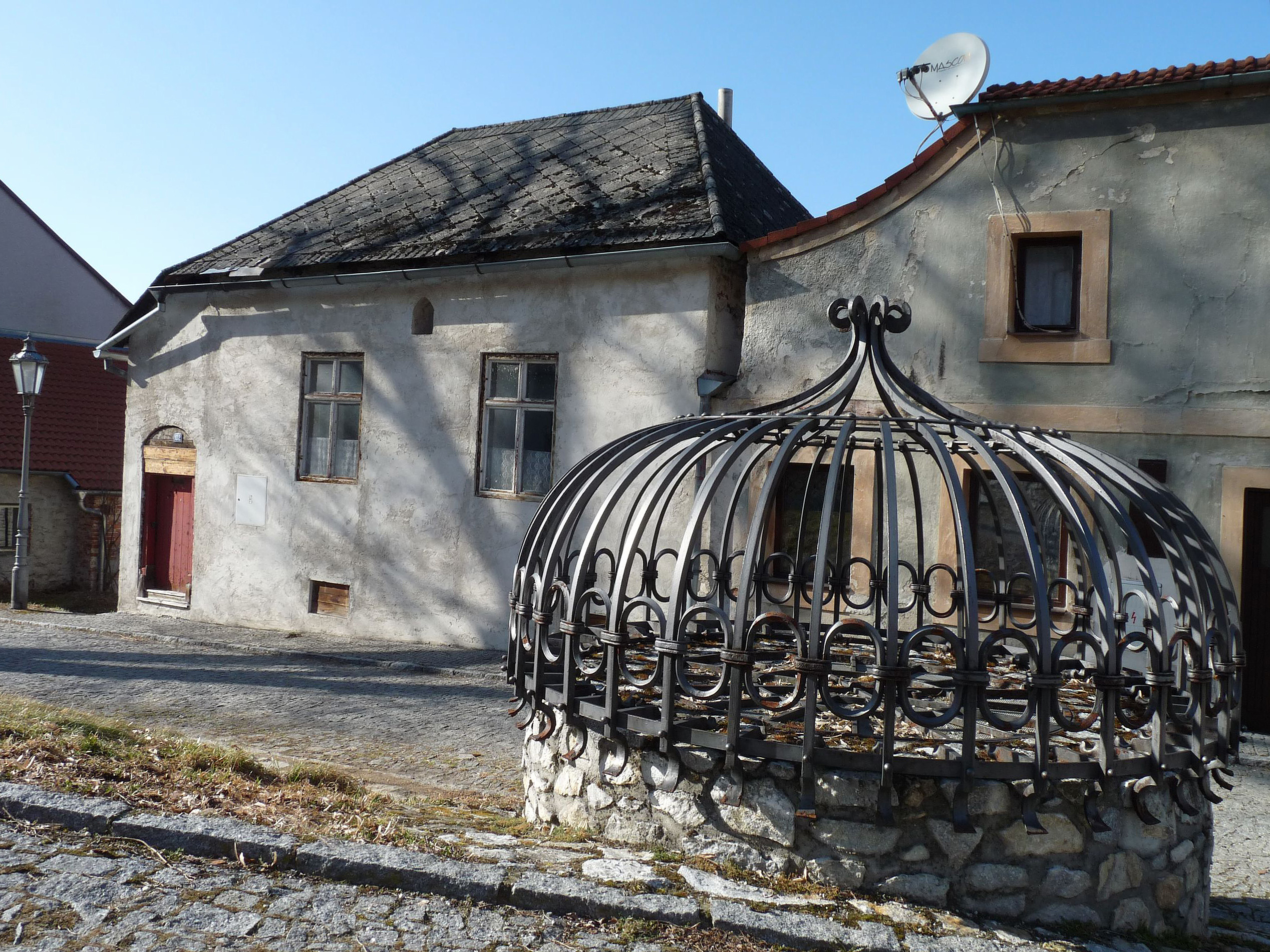
Synagoge

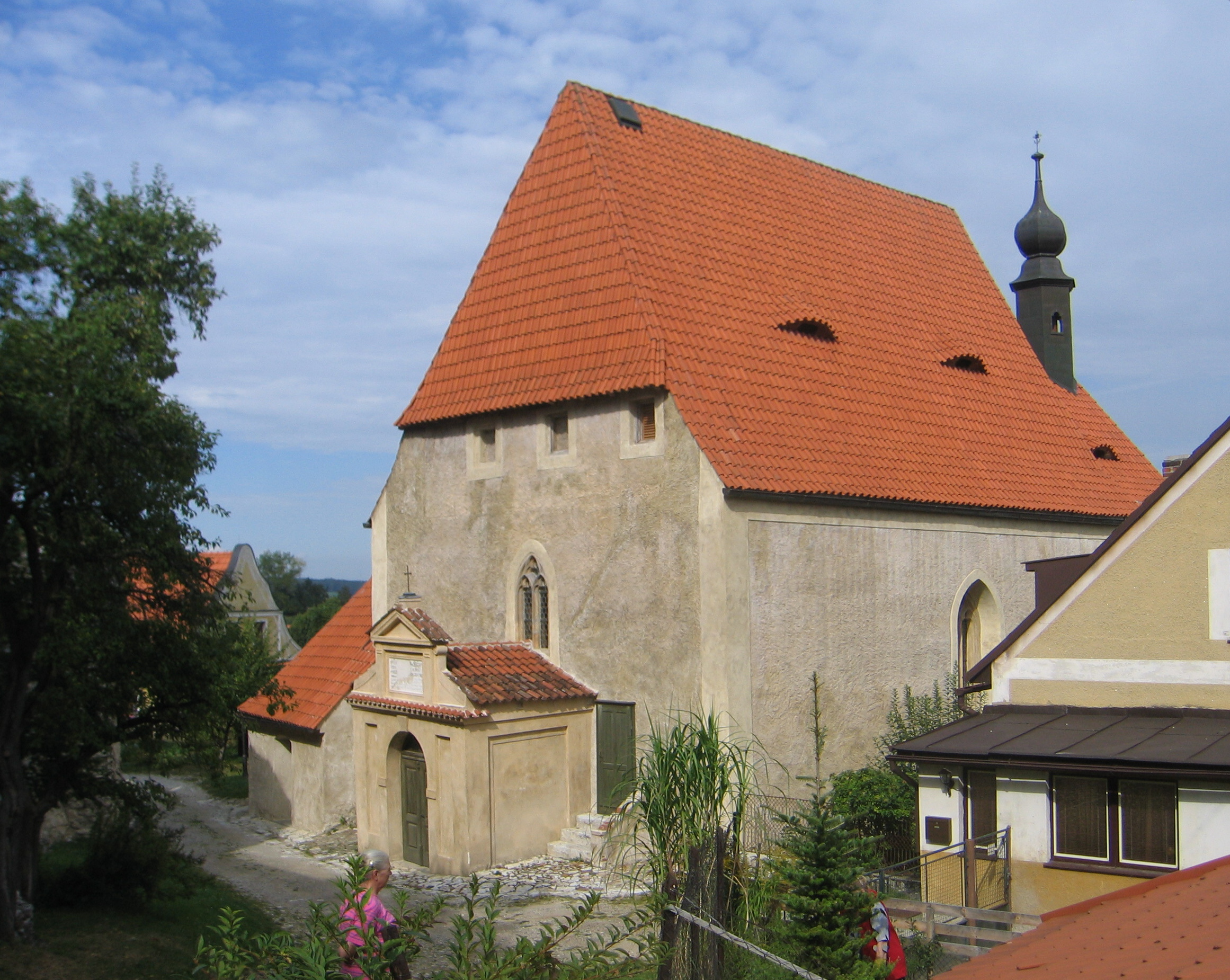
Kirche der hl. Dreifaltigkeit

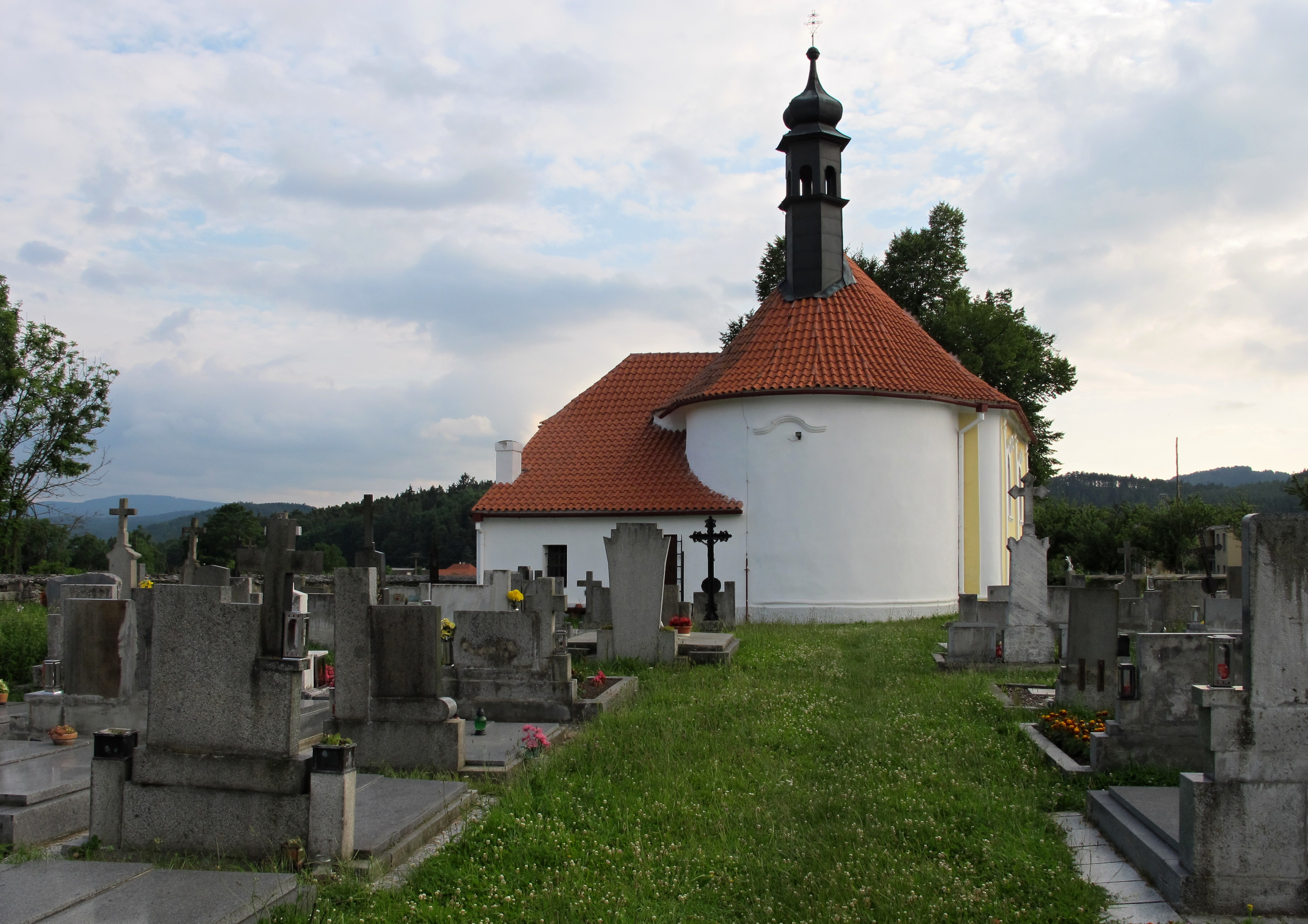
Kirche des hl. Johannes von Nepomuk

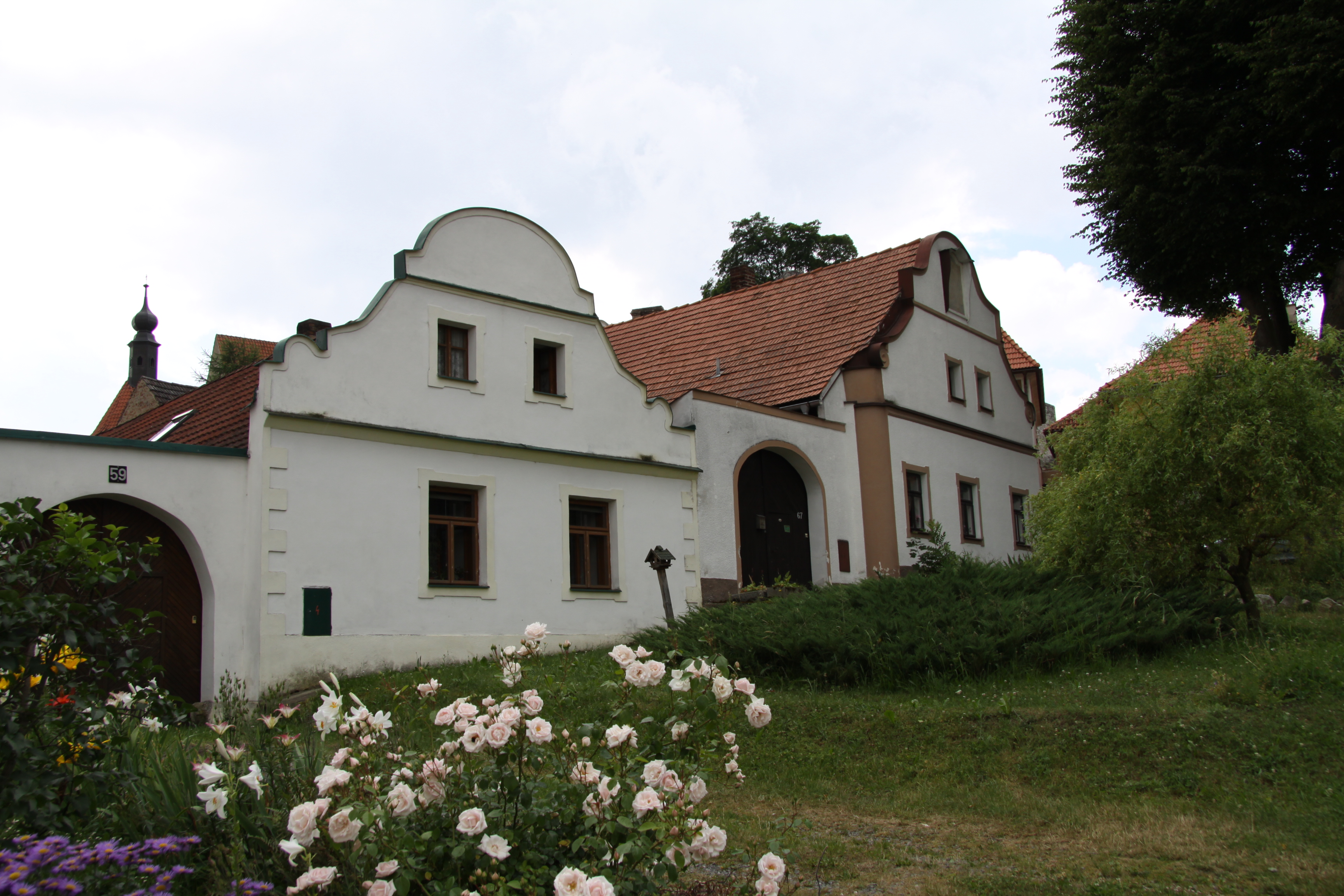
Barocke Giebelhöfe in Rabí

Rabí (deutsch Rabi, früher Raby) ist eine Stadt in Tschechien. Sie liegt neun Kilometer nordöstlich von Sušice und gehört zum Okres Klatovy.

## Geographie
Rabí befindet sich linksseitig der Otava in einem von Kalksteinhügeln umgebenen Talkessel auf dem Gebiet des Naturparks Buděticko. Nördlich erhebt sich der Šibeník (563 m), im Osten die Březina (529 m) und der Kozník (637 m), südlich der Burgberg mit der Burg Rabí, im Westen der Allerheiligenberg und die Lišná (577 m) sowie nordwestlich der Džbán bzw. Čbány (618 m). Durch den Ort führt die Staatsstraße II/169 zwischen Sušice und Horažďovice. Südlich von Rabí verläuft am rechten Ufer der Otava die Bahnstrecke Horažďovice předměstí–Klatovy, die nächste Bahnstation ist Žichovice.
Nachbarorte sind Hradešice und Malý Bor im Norden, Bojanovice, Velké Hydčice und Boubín im Nordosten, Hejná, Karlovce, Kalenice und Kejnice im Osten, Nezamyslice und Domoraz im Südosten, Podrabský Mlýn, Lázna und Žichovice im Süden, Čepice, Dobršín und Tedražice im Südwesten, Budětice im Westen sowie Bohov, Vlkonice und Černíč im Nordwesten.

## Geschichte
Die erste urkundliche Erwähnung des Dorfes Raby erfolgte im Jahre 1380 als Besitz der Herren von Riesenberg. Die Geschichte des Ortes ist eng mit der Burg verknüpft, zu deren Herrschaft sie gehörte. 1420 und 1421 fielen die Hussiten ein und belagerten die Burg, bei den letzteren Kämpfen verlor Jan Žižka sein zweites Auge.
1498 wurde die Dreifaltigkeitskirche auf dem Burggelände geweiht und ein Jahr später erteilte König Vladislav II. Raby auf Gesuch von Půta Švihovský von Riesenberg das Stadtrecht. 1502 fand in Raby eine Zusammenkunft des böhmischen Adels statt. Nach Půtas Tod erbte 1504 sein Sohn Heinrich Švihovský von Riesenberg den Besitz. 1513 verlieh Vladislav II. dem Städtchen ein Wappen sowie weitere Privilegien. Da Heinrich Švihovský ohne männliche Nachkommen verstarb, fiel die Herrschaft seinem Bruder Břetislav zu. 1547 veräußerte Břetislav Swihowsky von Riesenberg die Herrschaft Raby an Heinrich von Kurzbach, der sie an Diviš Malovec von Libějovice verkaufte. Nachfolgender Besitzer war Wilhelm von Rosenberg, der die Herrschaft Raby mit den Dörfern Budětice und Bojanovice 1570 seinem Beamten Adam Chanowsky Dlauhowesky von Langendorf und Chanowitz schenkte. Dieser verlegte seinen Sitz von der Feste Chanowitz auf die Burg Raby. Im Jahre 1598 erbte sein Sohn Johann Wilhelm Chanowsky Dlauhowesky die Herrschaft. Dessen Sohn Adam Přibík blieb kinderlos, so dass die Herrschaft nach seinem Tode seiner Schwester Margarethe Bukowanska von Bukowan zufiel. 1605 erbte Adam Přibíks Onkel, der Burggraf des Königgrätzer Kreises, Christoph Chanowsky von Langendorf Raby. Zu Beginn des Dreißigjährigen Krieges fielen in den Jahren 1619 und 1620 verschiedene Söldnerheere ein und plünderten Raby.
Christoph Chanowsky von Langendorf verstarb 1628 ohne Nachkommen, Erbe der Herrschaft Raby wurde sein Neffe Johann Heinrich Chanowsky von Langendorf. Diesem wurde 1642 von Verwandten das Erbe streitig gemacht. Infolgedessen kam es zur Teilung der Herrschaft Raby, wobei Johann Heinrich Chanowsky eine Hälfte der Burg, drei Viertel des Städtchens Raby sowie das Dorf Bojanovice behielt. Die andere Hälfte der Burg, ein Viertel des Städtchens Raby und das Dorf Budětice fielen Johann Karl Chanowsky von Langendorf und Johann Albrecht Chanowsky von Langendorf als gemeinschaftlicher Besitz zu. Ab 1667 gehörte die gesamte Herrschaft Johann Wilhelm Chanowsky von Langendorf, ihm folgte ab 1685 Adam Maximilian Chanowsky von Langendorf. Zu Beginn des 18. Jahrhunderts fiel die Herrschaft Raby erneut Johann Wilhelm Chanowsky von Langendorf zu. Am 16. Oktober 1708 verkaufte er die Herrschaft an den Passauer Bischof Johann Philipp von Lamberg, der seit 1707 bereits die Herrschaft Žichovice besaß und 1710 noch die Herrschaft Žihobce hinzukaufte. Ihn beerbte Franz Anton Reichsfürst von Lamberg, der die vereinigten Güter im Jahre 1716 zu einem Fideikommiss erhob. 1720 wurde die Burg durch einen Brand zerstört und nicht wieder aufgebaut. 1760 erbte Franz Antons Sohn Johann Friedrich Reichsfürst von Lamberg die Herrschaft, er verstarb 1797 ohne Nachkommen. Durch das Erlöschen der reichsfürstlichen Linie fielen deren Würde, Güter und Ämter 1804 an Johann Friedrichs Neffen Karl Eugen († 1831) aus der jüngeren Linie der Lamberger, der damit zum Reichsfürsten von Lamberg, Freiherrn von Ortenegg und Ottenstein auf Stöckern und Amerang erhoben wurde. Sein ältester Sohn Gustav Joachim Fürst von Lamberg trat das Erbe 1834 an.
Im Jahre 1838 umfasste das Gut Raby das schutzuntertänige Städtchen Raby sowie die Dörfer Bojanowitz und Budietitz. Das Städtchen Raby bestand aus 94 Häusern mit 554 tschechischsprachigen Einwohnern; darunter fünf Israelitenhäuser, in denen zehn jüdische Familien lebten. Die Bürger lebten von Feldbau, Viehzucht und etwas Handwerk, außerdem wurden in der Umgebung zahlreiche Kalksteinbrüche betrieben. In Raby gab es eine öffentliche Kapelle zur Heiligen Dreifaltigkeit, die Begräbniskapelle zum Heiligen Johannes von Nepomuk, eine Schule unter dem Patronat der Gemeinde, ein Rathaus, einen obrigkeitlichen Meierhof, eine Schäferei, ein Wirtshaus sowie die Mühle Podraby. Südwestlich lag auf dem Allerheiligen-Berg die aufgehobene und verfallene Kapelle zu Allerheiligen, südlich die mächtige Ruine der Burg Raby. Das Städtchen besaß Privilegien auf vier Jahrmärkte und hatte einen Stadtrichter sowie einen geprüften Grundbuchführer. Pfarrort war Budietitz. Bis zur Mitte des 19. Jahrhunderts blieb Raby immer der Fideikommissherrschaft Schichowitz samt den Gütern Raby, Budietitz, Žihobetz und Stradal untertänig.
Nach der Aufhebung der Patrimonialherrschaften bildete Rabí / Raby ab 1850 eine Stadtgemeinde im Prachiner Kreis und Gerichtsbezirk Horažďowitz. Ab 1868 gehörte die Gemeinde zum Bezirk Strakonitz. Im 19. Jahrhundert wurde die Infrastruktur der Stadt verbessert. 1864 erfolgte die Einweihung der städtischen Bibliothek und 1869 wurde das Postamt eingerichtet. Industrieansiedlungen erfolgten in Rabí nicht. Westlich und südwestlich der Stadt wurden zwei große Kalkbrüche betrieben, die inzwischen stillgelegt sind. Zu Beginn des 20. Jahrhunderts wurde Rábí als tschechischer Ortsname verwendet. 1919 verkaufte die Familie von Lamberg die Burgruine an den Verein zur Erhaltung historischer Denkmäler. Seit 1924 wird wieder die tschechische Namensform Rabí verwendet. 1948 verlor Rabí seine Stadtrechte. Am 1. Februar 1949 wurde die Gemeinde dem neu gebildeten Okres Horažďovice zugeordnet. Im Zuge der Aufhebung des Okres Horažďovice kam Rabí 1960 zum Okres Klatovy. 1961 wurden Bojanovice und Čepice eingemeindet. Der Ortskern von Rabí wurde 1992 zum Denkmalschutzgebiet erklärt. Nachdem durch ein neues Gesetz die Verleihung der Stadtrechte nicht mehr von der Einwohnerzahl abhängig ist, wurde Rabí im Jahre 2010 wieder zur Stadt erhoben. Die Stadt lebt vor allem vom Tourismus.

## Gemeindegliederung
Die Stadt Rabí besteht aus den Ortsteilen Bojanovice (Bojanowitz), Čepice (Schepitz, früher Czepitz) und Rabí (Rabi). Zu Rabí gehören außerdem die Einschicht Podrabský Mlýn (Podrabsky).
Das Gemeindegebiet gliedert sich in die Katastralbezirke Bojanovice pod Rabím, Čepice und Rabí.

## Sehenswürdigkeiten
- Ruine der Burg Rabí
- Neugotisches Rathaus
- Barocke Bürgerhäuser am Marktplatz
- Dreifaltigkeitskirche am Burgtor
- Jüdischer Friedhof aus dem 17. Jahrhundert, am südlichen Stadtrand
- Ehemalige Synagoge
- Ruine der Kapelle Allerheiligen, westlich von Rabí auf dem Allerheiligenberg, sie wurde zum Ende des 18. Jahrhunderts aufgehoben und dem Verfall überlassen
- Barocke Friedhofskirche des Hl. Johannes von Nepomuk, nordöstlich von Rabi
- Barocke Kapelle und alte Schmiede in Bojanovice
- Brücke über die Otava in Čepice, Technisches Denkmal
- Kapelle in Čepice
- Reste der Burg Džbán, nordwestlich von Rabí auf dem bewaldeten Hügel Čbány, erbaut in der 2. Hälfte des 13. Jahrhunderts durch die Herren von Budětice, sie wurde 1380 verlassen